# Lawana basipunctata
Lawana basipunctata är en insektsart som först beskrevs av Schmidt 1906.  Lawana basipunctata ingår i släktet Lawana och familjen Flatidae. Inga underarter finns listade i Catalogue of Life.